# Клуб 13
Клуб 13 (порт. União dos Grandes Clubes do Futebol Brasileiro - Clube dos 13) — це організація, що представляє інтереси 20 найбільших футбольних клубів Бразилії, в тому числі членів від футбольних федерацій різних штатів. Організація веде переговори про радіо- і телевізійні права змагань, таких як Чемпіонат Бразилії з футболу. Також Клуб 13 несе відповідальність за забезпечення єдиного голосу в переговорах з Бразильською футбольною конфедерацією (CBF) про формат бразильських змагань.
Вона була заснована 11 липня 1987 представниками 13 найтрадиційніших клубів Бразилії, звідки і походить назва організації.
З 2007 року організація складається з 20 членів.
Клуб 13 організувала два національні чемпіонати: 1987 року — Копа Уніан та 2000 — Кубок Жоао Авеланжа.

## Клуби-засновники
- Атлетіко Мінейру
- Баїя
- Ботафогу
- Корінтіанс-Пауліста
- Крузейру
- Фламенго
- Флуміненсе
- Ґреміу
- Інтернасьональ
- Палмейрас
- Сантус
- Сан-Паулу
- Васко да Гама

## Нові члени
- Атлетіко Паранаенсе
- Корітіба
- Гояс
- Гуарані
- Португеза
- Спорт Ресіфі
- Віторія